# Франсуа Ленорман
Франсуа́ Ленорма́н (фр. François Lenormant; 1837—1883) — французький ассиролог, антрополог, археолог, історик, мистецтвознавець, нумізмат та бібліотекар; професор у Сорбонні. Член французької Академії надписів та красного письменства.

## Біографія

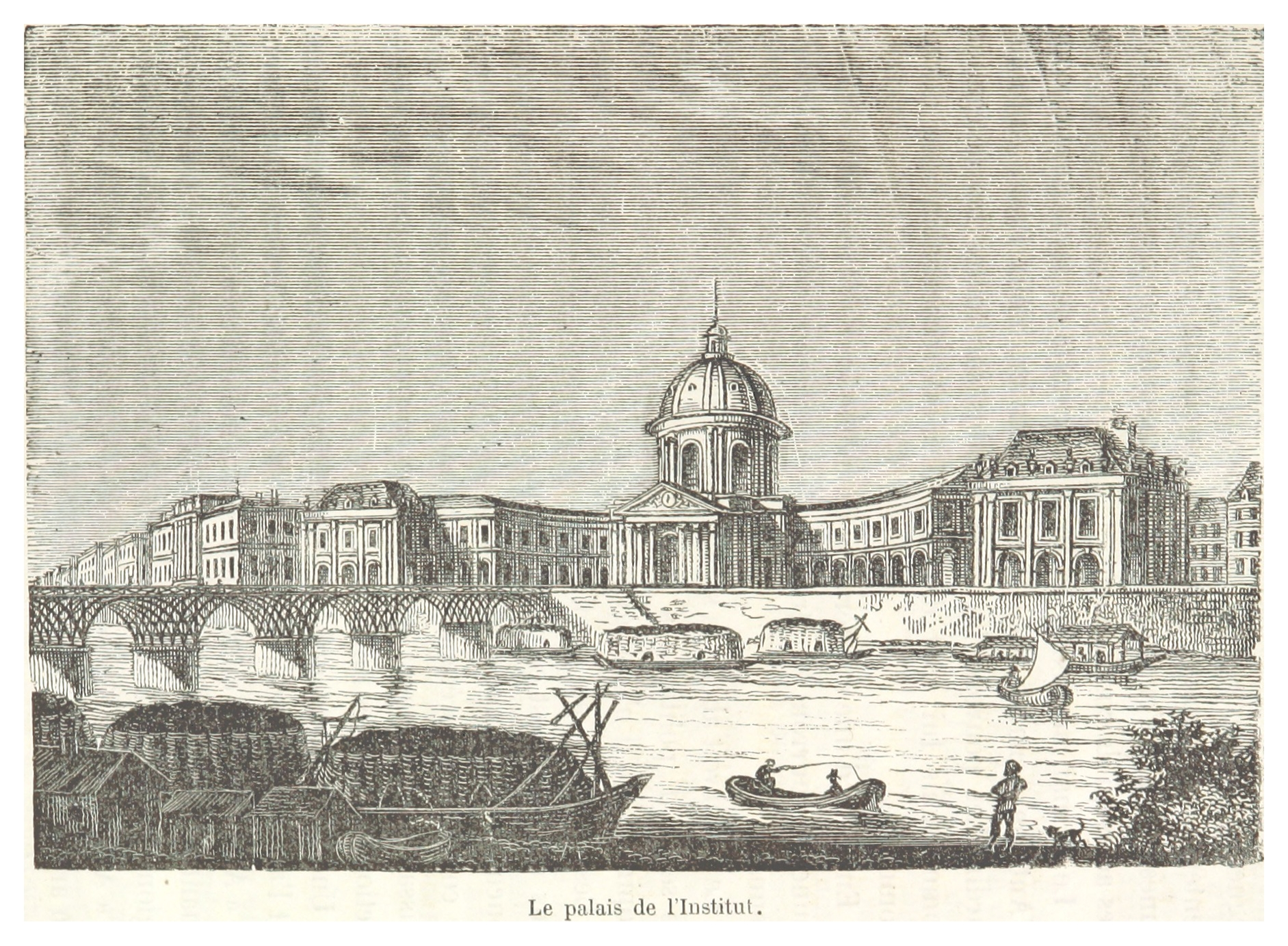
Інститут Франції (1871)

Франсуа Ленорман народився 17 січня 1837 року в місті Парижі в сім'ї відомого археолога і нумізмата XIX століття Шарля Ленормана та Амелі Сівок (1803—1893) — прийомної племінниці Жюлі Рекам'є. Батько хлопчика мріяв, щоб син продовжив його справу і вже з шести років займався з ним грецькою мовою та історією стародавнього світу. Ленорман-молодший ставився до занять ретельно і з великим інтересом і вже у віці чотирнадцяти років опублікував свою першу роботу «Lettre à M. Hase sur des tablettes grecques trouvées à Memphis» про знайдені в Мемфісі артефакти в журналі «Revue archéologique».
1854 року Франсуа Ленорман за рукописами свого батька видав «Записки про живопис Полігнота в Лесхе і Дельфах».
1856 року він отримав приз Французької академії за есе під назвою «Classification des monnaies des Lagides», а 1862 року він став помічником бібліотекаря в Інституті Франції.
1874 року Франсуа Ленорман був призначений професором археології в Національній бібліотеці Франції.
1875 року, разом з бароном Жаном де Вітте, він взяв участь у створенні Gazette archéologique.
1881 року Франсуа Ленорман видав свою найвідомішу роботу під назвою: «Manuel d'histoire ancienne de l'Orient».
Серед інших численних праць вченого, найбільший інтерес у вченому світі викликали такі твори: Lettres assyriologiques et épigraphiques (1871), Les premières civilisations (1874), Les sciences occultes en Asie (1874), Les origines de l 'histoire d'apres la Biblia et les traditions des peuples orientau x' (1880; твір апологетичного характеру), 'La grande Grèce' (1881), 'Monnaies et médailles' (1883), 'Recherches archéologiques à Eleusis' (1862), «Monographie de la voie éleusinienne» (1864), «Essai sur l'organisation politique et economic de la monnaie dans l'antiquité» (1863) і текст до видання гравюр з картин неаполітанського музею (1868).
Франсуа Ленорман помер 9 грудня 1883 року у рідному місті.